# Abbé Pierre
Henri Antoine Groués, mais conhecido como Abbé Pierre (Lyon, 5 de Agosto de 1912 – Paris, 22 de Janeiro de 2007) foi um sacerdote católico francês que fundou o Movimento Emaús.

## Biografia
Nasceu em uma família de comerciantes de seda, sendo o quinto de uma família de oito filhos. Durante a infância, viveu em Irigny, uma cidade a sudoeste de Lyon.
A partir dos seis anos de idade, passou a acompanhar o seu pai em ações de amparo aos sem-teto e mendigos da região de Quai Rambaud.
A partir dos 12 anos de idade, acompanhou o seu pai na Ordem de São João de Jerusalém onde integrantes das elites, utilizavam algumas horas dos domingos para cortar o cabelo e fazer a barba dos mais pobres.
Estudou em um internato dirigido pelos jesuítas e foi escoteiro.
Em 1928, durante uma peregrinação à Roma, decidiu tornar-se um franciscano.
Em 1931, fez os primeiros votos na ordem dos capuchinhos, onde passou a ser conhecido como: "Frei Philippe".
Em 1932, terminou o noviciado e foi transferido para o convento capuchinho de Crest (Drôme) ( Drôme ), onde passou sete anos de formação intelectual e religiosa em grande austeridade de vida. Ele é particularmente marcado pela adoração diariamente à noite.
Em 18 de dezembro de 1937, foi ordenado como diácono.
Em 24 de agosto de 1938, foi ordenado como sacerdote.
Em 18 de abril de 1939, deixou a ordem dos capuchinhos por causa de sua saúde frágil.
Em 02 de maio de 1939, foi incorporado na Diocese de Grenoble.
Em outubro de 1940, foi nomeado como capelão do hospital de La Mure e depois do orfanato de La Côte-Saint-André, onde acolheu crianças judias após a prisão dos seus pais.
Em novembro de 1943, ajudou a trazer para a Suíça o irmão mais novo do General de Gaulle, Jacques, que sofria de graves deficiências físicas, juntamente com a sua esposa.
Depois se integrou à Resistência Francesa, razão pela qual teve que se esconder e adotar o nome de Abbé Pierre que continuaria a utilizar até o final da vida.
Em 1944, foi brevemente preso pelos nazistas, mas foi libertado e conseguiu fugir para a Espanha de onde conseguiu fugir para Gibraltar, de onde partiu Argel (Argélia), onde estava o General de Gaulle. Depois foi enviado para Casablanca (Marrocos), onde seria capelão militar no Couraçado Jean Bart.
Devido ao seu apoio à Resistência Francesa, durante a Segunda Guerra Mundial, seria condecorado com a Croix de Guerre.
Foi eleito por três vezes como deputado, pelo Departamento de Meurthe-et-Moselle, apoiado pelo Movimento Republicano Popular (MRP), atuando como deputado entre 1946 e 1951.
Entre os dias 27 e 31 de agosto de 1947, participou do Congresso de Fundação do Movimento Federalista Mundial, do qual se tornou vice-presidente.
Em 1948, fundou, juntamente com Albert Camus e André Gide, o comitê de apoio a Garry Davis, fundador do Movimento dos Cidadãos do Mundo, que se opunha ao rápido aumento do egoísmo nacional.
Em 1949, fundou o Movimento Emaús, uma organização que luta contra a exclusão social, que, em 2008, atuava em 41 países ao redor do mundo.
Em 28 de abril de 1950, se desligou do MRP, em meio à comoção causada pela morte do operário Edouard Mazé, morto pela polícia com uma bala na cabeça durante uma manifestação. Depois disso, se juntou à "Ligue de la jeune République" (Liga da Jovem República), um partido socialista cristão.
Não conseguiu novo mandado nas eleições de 1951.
Durante a Guerra de Independência Argelina (1954-1962), participou da comissão de defesa do direito à objeção de consciência criada por Louis Lecoin, juntamente com André Breton, Albert Camus, Jean Cocteau e Jean Giono.
No dia 1.º de fevereiro de 1954, fez um apelo, nos microfones da Rádio Luxemburgo, para recolher apoio para ajudar os mais pobres que sofriam com um inverno rigoroso. Esse apelo teve grande repercussão e conseguiu arrecadar cerca de 500 milhões de francos franceses. Dentre os doadores, destacou-se Charles Chaplin, que contribuiu com dois de francos. As doações de roupas e outros materiais também foram muito numerosas.
Dedicou o restante de sua vida ao fortalecimento do Movimento Emaús.

## Filmes sobre Abbé Pierre
- 1955: "Les Chiffonniers d'Emmaüs", dirigido por Robert Darène com André Reybaz no papel de Abbé Pierre.
- 1989: "Hiver 54, l'abbé Pierre" (Inverno de 1954), dirigido por Denis Amar com Lambert Wilson no papel de Abbé Pierre e participação de Claudia Cardinale.
- 2005: "Vous direz à vos enfants… Le plus beau témoignage sur la beauté du don" (Você vai contar aos seus filhos… O mais belo testemunho sobre a beleza do presente), entrevista com Abbé Pierre.
- 2007: "Paroles - Abbé Pierre". Série de entrevistas com Abbé Pierre.